# أندريا دوران
أندريا دوران (بالإنجليزية: Andrea Duran)‏ هي لاعبة كرة لينة أمريكية، ولدت في 12 أبريل 1984 في سيلما في الولايات المتحدة.

## وصلات خارجية
- أندريا دوران على موقع اللجنة الأولمبية الدولية (الإنجليزية)
- أندريا دوران على موقع أوليمبيديا (الإنجليزية)
- أندريا دوران على موقع اللجنة الأولمبية والبارالمبية الأمريكية (الإنجليزية)